# Lutz Hoffmann (Wirtschaftswissenschaftler)
Lutz Hoffmann (* 15. Mai 1934 in Flensburg; † 23. August 2019 in Regensburg) war ein deutscher Wirtschaftswissenschaftler.

## Leben
Der Sohn des Hochschullehrers Walther G. Hoffmann machte sein Abitur in Münster und studierte von 1954 bis 1959 in Münster,   Freiburg und Kiel Wirtschaftswissenschaften. In Kiel promovierte er 1962 bei Erich Schneider. Nach seiner Habilitation an der Universität Saarbrücken erhielt er 1969 einen Lehrstuhl für Volkswirtschaftslehre an der Universität Regensburg, wo er bis 1985 lehrte. Daneben war er von 1971 bis 1973 als Berater für das Planungsamt des Premierministers von Malaysia tätig. 1977/78 war er als Berater bei der Weltbank in Washington. 1985 ließ er sich an der Universität Regensburg beurlauben und war bis 1989 in Genf Direktor der UNCTAD für den Bereich Forschung und Langfristplanung. 
1989 wechselte er als Professor für Volkswirtschaftslehre an die Freie Universität Berlin und war bis 1999 Präsident des DIW in Berlin. Daneben war er von 1993 bis 1999 beratend für die Regierung von Kasachstan tätig. Von 2001 bis 2005 leitete er das Osteuropa-Institut in München. 

## Schriften (Auswahl)
- Importsubstitution und wirtschaftliches Wachstum in Entwicklungsländern. Mohr (Siebeck), Tübingen 1970
- Weltwirtschaftliche Turbulenz und wirtschaftliche Entwicklung. Institut für Weltwirtschaft, Kiel 1988
- Warten auf den Aufschwung. Transfer-Verlag, Regensburg 1993
- Vitalisierung der Wirtschaft im Osten. Klaus-Dieter-Arndt-Stiftung, Bonn 1993